# Інсайт
Інса́йт (від англ. insight — осягнення) або ося́яння — миттєве усвідомлення загальних, істотних властивостей певного предмета чи явища, не залежне від попереднього досвіду. Вважається одним з важливих аспектів інтуїції.
Термін запровадив представник гештальтпсихології Вольфганг Келер. Цей термін також відомий, як прозріння.

## У психології
У психології поняття інсайту використовується для опису ситуації, коли рішення проблеми з'являється швидко і неочікувано. Це раптове відкриття правильного вирішення після невдалих спроб на основі спроб і помилок.
Поняття інсайту є невід'ємною частиною гештальтпсихології. Вперше цей термін був застосований у 1925 році Вольфгангом Келером, під час пошуку альтернативи асоціанізму. Деякі запропонували включити в потенційні механізми інсайту: раптове бачення проблеми по-новому, пов'язування проблеми з іншою відповідною проблемою, реалізацію минулого досвіду, або бачення проблеми у ширшому сенсі.
У дослідах Келера з людиноподібними мавпами, коли їм пропонувалися завдання, які могли бути вирішені лише опосередковано, було показано, що мавпи після кількох безрезультатних спроб припиняли активні дії і починали просто розглядати предмети навколо себе, після чого могли достатньо швидко дійти до правильного рішення.
Надалі це поняття використовувалося Карлом Дункером і Максом Вертгеймером як характеристика людського мислення, при якому рішення досягається шляхом умоглядного осягнення цілого, а не в результаті детального аналізу.
Крім того, психологи вживають цей термін для опису такого явища, при якому людина відчуває осяяння, яке швидше відноситься до категорії спогадів, але відрізняється від останнього тим, що формується не просто уявний образ, але також і різні відчуття різних модальностей, властивих даному спогаду.
Також цей термін може використовуватися в значенні нелогічне прозріння. У деяких медитативних практиках, а також при вживанні сильнодіючих препаратів, людина здатна отримати деякі відомості щодо властивостей предметів або матеріалів за відсутності будь-якої ймовірної інформації про них.
Втім, були проведені прямі експерименти, результат яких «був визнаний сильним аргументом проти існування інсайту».

### Методи

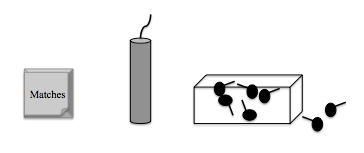
Тест Карла Дункера зі свічкою.

Взагалі, методологічні підходи до вивчення інсайту в лабораторії включають зіткнення учасників з проблемами і загадками, які не можуть бути вирішені в звичайному або логічному порядку. Проблеми інсайту зазвичай діляться на три типи.

#### Порушення функціональної фіксованості

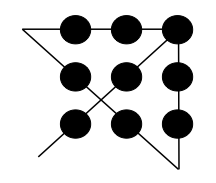
Вирішення проблеми 9 точок.

Перший тип проблеми змушує учасників використовувати об'єкти таким чином, до якого вони не звикли, наприклад, тест Карла Дункера зі свічкою. В цьому тесті людина мала свічку, коробку сірників і коробку креслярських кнопок. Треба було знайти спосіб прикріпити свічку до стіни, щоб освітити кімнату. Рішення вимагає від учасників спустошити коробку кнопок, встановити свічку всередині коробки, приєднати коробку до стіни, і запалити свічку сірниками.

#### Здатність мислити у просторі
Другий тип проблеми інсайт вимагає вміння мислити у просторі. Дуже гарним тестом є тест «дев'ять точок». У цьому тесті потрібно з'єднати 9 точок 4 лініями. Проводити лінії треба одна за одною, не відриваючи олівця (або ручки) від паперу.

#### Використання словникового запасу
Третій і останній вид проблеми вимагає вміння використовувати словниковий запас. Приклад — тест на віддалену асоціацію. У цьому тесті люди повинні придумати слово, яке з'єднує три, здавалося б, не пов'язаних між собою слова.

### Конкретні результати

#### Інсайт VS не інсайт у вирішеннях завдань
Були досліджені дві групи проблем: ті, що вирішуються за допомогою інсайту, і ті, що не потребують інсайту для вирішення. Когнітивна гнучкість особистості, її швидкість і використання словникового запасу прогнозують продуктивність вирішення проблеми, що потребує інсайту, але не проблеми, що не вирішується інсайтом.

#### Емоції
Люди в гарному настрої краще вирішують проблеми за допомогою інсайту. Дослідження показало, що гарні емоції дуже позитивно впливають на продуктивність, що доводять різні сплески мозкової активності. Розтривожені люди показали протилежний ефект, вирішивши менше проблем інсайтом.

#### Визрівання
Використовуючи геометричну і просторову задачу, було встановлено, що учасники, які вирішували проблему з перервами, працювали краще, ніж учасники, які не отримували перерву. Однак, довжина інкубації між проблемами не має значення. Таким чином, продуктивність учасників з невеликою перервою (4 хвилини) майже не відрізнялася від продуктивності учасників з довгою перервою (12 хвилин).

#### Сон
Дослідження показали, що сон покращує інсайт. Людей спочатку підготували до вирішення проблем інсайтом. Після цього, одна група була протестована на проблемах інсайту після восьмигодинного сну, інша — після неспання протягом всієї ночі, третя ж група — після неспання протягом всього дня. Ті, що спали показали себе у два рази краще, ніж інші.

#### Особливості головного мозку
Відмінності в активності лівої і правої півкуль мозку свідчать про дуже велику різницю між способами вирішення проблем за допомогою інсайту та іншими. При вирішенні проблеми учасникам показували умови задачі спочатку трохи зліва, потім — з правого боку. У першому випадку люди вирішували задачу швидше. Це означає, що працювала здебільшого права півкуля мозку, що свідчить про її унікальну роль в інсайті.

#### Інсайт у групах
Було встановлено, що групи зазвичай працюють краще з вирішенням проблем за допомогою інсайту, ніж учасники поодинці. Крім того, в той час, як перерви підвищують продуктивність осіб, для груп продуктивність підвищується після перерви у декілька разів.

#### Індивідуальні відмінності
Залежність інсайту від статі та індивідуальних рис людини досліджували за допомогою різних проблем. Було встановлено, що учасники, які були менш емоційними та більш зосередженими на отриманні досвіду, виступили краще. Чоловіки краще вирішують проблеми за допомогою інсайту, ніж жінки. Жінки ж обігнали чоловіків з вирішення проблем без використання інсайту.

#### Метапізнання
Людям важче передбачити їхнє власне метапізнання проблем, що потребують інсайту, ніж проблем, що не потребують. Людей просили вказати, наскільки «гаряче» чи «холодно» вони ставилися до вирішення проблеми. Як правило, вони були спроможні визначити це досить добре для проблем, що не потребували інсайту, але гірше для проблем, що потребували його. Це свідчить про раптовість інсайту.

#### Природні умови
Нещодавно інсайт вивчали у нелабораторних умовах. Облікові записи прозріння, про які було повідомлено в засобах масової інформації, наприклад, в інтерв'ю і т. д., були розглянуті і закодовані. Було виявлено, що виникнення ідей, як правило, пов'язують із раптовою зміною «розуміння» і «бачення зв'язків і протиріч» у задачі. Крім того, було виявлено, що інсайт у природі відрізняється від інсайту в лабораторії. Наприклад, інсайт у природі часто був скоріше поступовим, а не раптовим, і виношування ідеї не вважалося важливим.

#### Тварини
Дослідження свідомості приматів показали результати, що можуть бути тлумачені, як інсайт у тварин. У 1917 році Вольфганг Келер опублікував свою книгу «Менталітет мавп», після вивчення приматів на острові Тенерифе протягом шести років. В одному з його експериментів мавпам була представлена проблема, що потребувала використання об'єктів у новий і оригінальний спосіб, для того, щоб виграти приз (зазвичай, деякі види їжі). Він зазначив, що тварини були постійно неспроможні отримати їжу, і цей процес відбувався протягом досить тривалого часу; однак, абсолютно несподівано, вони почали цілеспрямовано використовувати об'єкт у спосіб, необхідний, щоб отримати їжу, неначе усвідомлення приходило нізвідки. Він інтерпретував цю поведінку як щось, що нагадує прозріння у мавп.

### Теорії
Є ряд теорій, що представляють інсайт; на даний час жодна з теорій не домінує.

#### Теорія дуального процесу
Відповідно до теорії дуального процесу, існують дві системи, що використовуються для вирішення проблеми. Перша передбачає логічні та аналітичні процеси мислення, засновані на розумі, а друга включає в себе інтуїтивно зрозумілі та автоматичні процеси, засновані на досвіді. Дослідження показали, що інсайт, ймовірно, включає в себе обидва процеси; однак, другий процес є більш впливовим.

#### Теорія трьох процесів
Відповідно до теорії трьох процесів, інтелект відіграє велику роль в інсайті. Зокрема, інсайт включає в себе три різних процеси (вибіркове кодування, комбінації і порівняння), які потребують інтелекту, щоб застосовувати до проблем. Вибіркове кодування — це процес зосередження уваги на ідеях, що мають відношення до вирішення, ігноруючи функції, які не мають відношення. Вибіркова комбінація — це процес комбінування інформації, що має відношення. Нарешті, вибіркове порівняння — це використання минулого досвіду з проблемами і вирішеннями, які застосовні до поточної проблеми та вирішення.

#### Чотирьохетапна модель
Відповідно до чотирьохетапної моделі, є чотири стадії вирішення проблеми. По-перше, людина готується вирішити проблему. По-друге, людина виношує вирішення проблеми, яке охоплює спроби і помилки і т. д.. По-третє, відбувається прозріння, і рішення стає ясним. І, нарешті, відбувається перевірка рішення. З того часу, як була запропонована ця модель, інші аналогічні моделі, що містили два або три схожі етапи, були досліджені.

## У психоаналізі
У більш точному і широкому сенсі слова, психоаналіз під інсайтом розуміє здатність особистості змінювати мотиви власної поведінки, оперативно усвідомлювати власну психодинаміку і розуміти зміст символічної поведінки.
Аналітики традиційно розрізняють два типи інсайту.
 — Інтелектуальний інсайт, який розуміється як здатність суб'єкта в цілому правильно оцінювати власну поведінку і розуміти свою психопатологію з точки зору генезису і динаміки розвитку стану. Найчастіше інтелектуальний інсайт відносять до області обсесивного захисту особистості, оскільки він дозволяє суб'єкту розуміти і ефективно тримати під контролем те, що турбує його з боку власної особистості, по відношенню до чого він відчуває відчуження.
 — Емоційний інсайт, який розуміється як здатність відчути і адекватно усвідомити значення власногонесвідомого і його символічних проявів. На відміну від інтелектуального інсайту, емоційний є скоріше свідченням волі, відчуження і знаходження суб'єкта у вільному контакті з власним несвідомим.
Зрілий розум засвоїв багато цікавих ідей і являє собою складну модель Всесвіту. Розумова модель може бути неточною. Коли інсайт не підкоряється дисципліні як «науковий метод», «помилкове» мислення може призвести до спантеличування.
Інтуїція, яка часто описується в популярній літературі як альтернативний розумовий процес, є лише ще одним проявом інсайту. У цьому процесі, кілька, здавалося б, не пов'язаних між собою даних, пов'язуються один із одним, і розробляється гіпотеза чи план дій. Зазвичай цей процес генерується в новій ситуації. Така обставина пов'язує дані, які раніше здавалися не пов'язаними. Категорії і аналітичний процес, проте, не відрізняються від будь-якої іншої форми інсайту. Різниця лише в ступені новизни стимулу.
Інсайт є досить важливою здатністю особистості, необхідною не тільки для практики, але і для теорії психоаналізу. Нерідко навіть сама по собі мета психоаналітичного лікування визначається як «отримання необхідного інсайту», хоча сам Фрейд не використав у точності такого формулювання, вважаючи, що метою психоаналітичного лікування є перетворення несвідомого в свідоме. Втім, обидва визначення однаково виходять з тієї передумови, що свідомість є яскраво вираженою об'єднувальною функцією щодо всієї структуриособистості і здатна виступити як компенсуючий та об'єднувальний чинник.
Досить цікавий, навіть курйозний приклад тлумачення поняття інсайту надав у 1909 році Карл Юнг стосовно самого себе. Протягом попередніх двох років, з усе зростаючою напругою, його турбувала проблема власної подружньої невірності, коли молодий психоаналітик ніяк не міг поєднати власну сувору протестантську мораль і гостре бажання мати кілька сексуальних партнерів. І нарешті, мов спалах натхнення, до нього прийшло довгоочікуване звільнення від проблеми, яка мучила його. Про цей момент можна прочитати в щоденнику його молодої російської пацієнтки, з якою Юнг мав тривалий інтимний зв'язок:
 «Він хотів показати мені, що ми один для одного зовсім чужі люди, і що знову шукати зустрічі з ним буде для мене принизливо. Однак, я вирішила знову піти в наступну п'ятницю, але триматися суто професійно. Диявол шепотів мені інше, але я більше не слухала його. Я сиділа там у глибокій депресії. Тут з'явився він, сяючи від задоволення, і почав дуже емоційно розповідати мені про Гроссе, про інсайт, котрого він нещодавно досяг (тобто, про полігамію); він більше не бажає придушувати свої почуття до мене, він визнає, що я для нього перша і найдорожча жінка, за винятком, звичайно, дружини, і т. д. і т. д., і що він хоче все розповісти про себе». — Із щоденника Сабіни Шпільрейн, 1909 рік.
Згодом сліди саме цього інсайту буде неважко виявити як в історії життя Юнга і його заплутаних стосунків з Фрейдом, так і в численних спробах Карла Юнга з'єднати «чистий» психоаналіз з діонісійскими ритуалами в дусі пізньогоніцшеанства.

## У психіатрії
Термін інсайт у лікарській практиці психіатрів означає здатність пацієнта виразно розуміти, що існуючі у нього порушення власного інтелекту і почуттів не тільки суб'єктивні, але й об'єктивні, тобто, свідчать про факт хвороби. Ця форма інсайту має безліч аспектів, таких, як визнання необхідності лікування, визнання наслідків своєї поведінки, які випливають з хвороби. Кажуть, що людина з дуже поганим визнанням або підтвердженням має «поганий інсайт» або «відсутність інсайту». Крайньою формою є анозогнозія, повна відсутність розуміння свого власного психічного захворювання. Багато психічних захворювань пов'язують із різними рівнями розуміння. Наприклад, люди з обсесивно-компульсивним розладом і різними фобіями, як правило, мають відносно гарне уявлення, що у них є проблеми і що їх думки та/або дії є необґрунтованими, але все одно змушені виконувати ці думки і дії. Пацієнти з хворобою Альцгеймера, шизофренією, і різними психотичними станами, як правило, мають дуже погане розуміння того, що з ними щось не так.
Інсайт є однією з діагностичних ознак, що свідчать про збереження особистості. Так, втрата інсайту характерна для психозу, а його наявність свідчить скоріше про невроз.

## У релігії
Палійське слово для інсайту — віпасана, було прийняте як ім'я роду буддистського зосередження і медитації. Останні дослідження показують, що зосередження і медитації пришвидшують вирішення проблем на час до 20 хвилин.

## В області маркетингу
Пет Конрой вказує, що інсайт — твердження, засноване на глибокому розумінні відносин і переконань ваших цільових споживачів, яке поєднується на емоційному рівні з вашим споживачем, провокуючи чітку відповідь (Ця марка розуміє мене! Це точно, як я відчуваю! — навіть якщо вони ніколи не думали про це так), і може змінити поведінку споживачів. Інсайти повинні забезпечити зміну в поведінці споживачів, яка приносить користь вашому бренду, що призводить до досягнення маркетингових цілей.
Інсайт може бути заснованим на:
1. Реальній чи вигаданій слабкості для експлуатації в конкурентній характеристиці або вартості продукту
2. Поведінкових або вигаданих бар'єрах у свідомості споживачів, щодо вашого бренду
3. Невикористаній або примусовій вірі або практиці

Інсайт є найбільш ефективним, якщо він є/виконує одну з таких дій:
1. Несподіваним
2. Створює неврівноваженість
3. Змінює імпульс
4. Експлуатується за допомогою вигоди або різниці, що ваш бренд може надати

Для того, щоб бути дієвим, як вираз істини для споживача, інсайт повинен опиратися на чітко сформульовані фрази, що містять:
1. Спостереження або бажання, наприклад, «я хотів би …»
2. Мотивацію, що пояснює бажання, наприклад, «тому що …»
3. Бар'єр, що запобігає задоволенню від виконання його/її мотивації, наприклад, «але ж …»

Розрив між другим і третім термінами породжує напруженість, яка являє собою потенціал для бренду.
В технічній термінології інсайт (в галузі маркетингових досліджень) — розуміння місцевого ринку, посилаючись на інше джерело інформації (наприклад, кількісні дослідження та якісні дослідження).